# Carcelia halliana
Carcelia halliana är en tvåvingeart som beskrevs av Cortes 1945. Carcelia halliana ingår i släktet Carcelia och familjen parasitflugor. Inga underarter finns listade i Catalogue of Life.